# Palosaari (ö i Finland, Södra Savolax, S:t Michel, lat 61,89, long 26,98)
Palosaari är en ö i Finland. Den ligger i sjön Rauhajärvi och i kommunen Sankt Michel i den ekonomiska regionen  S:t Michel och landskapet Södra Savolax, i den södra delen av landet, 220 km nordost om huvudstaden Helsingfors. Öns area är 1 hektar och dess största längd är 160 meter i sydöst-nordvästlig riktning.